# 戈尔达利萨德尔皮诺
戈尔达利萨德尔皮诺，是西班牙卡斯蒂利亚-莱昂莱昂省的一个市镇。总面积27平方公里，2001年总人口335人，人口密度12人/平方公里。